# Kasim Nuhu
Kasim Adams Nuhu (Acra, 22 de junio de 1995) es un futbolista ghanés. Juega como defensa en el Servette F. C. de la Superliga de Suiza.

## Trayectoria
Llegó a España en 2013 por medio de J.J. Sports, una empresa que trabaja con el Leganés y con tres academias en Ghana y una en Nigeria, Mali, Senegal, Sudáfrica y Costa de Marfil. Kasim ha seguido los pasos de otros jugadores que han llegado a la élite como Thomas, Benjamin, Assou-Ekotto, Wasako, Opare y Obiora que llegaron al fútbol europeo.
El central llegó en noviembre de 2013 al Leganés de División de Honor tras pasar por la academia Okala Tema Young. Tres meses después fichó por el Mallorca B para jugar en Tercera rechazando propuestas del Verona y el Chievo.
Kasim estuvo cedido por el conjunto madrileño al Real Mallorca hasta junio de 2017 con un contrato amateur sin cláusula de rescisión y ambos clubes compartían el 50% con el derecho de tanteo en el caso de que alguna de las dos partes presentara una oferta.
El 29 de agosto de 2016, Adams Nuhu fue cedido al equipo suizo del BSC Young Boys durante dos años. Hasta el final de la temporada 2016-17, jugó 18 partidos en el once inicial con Adi Hütter. Para la temporada 2017-18, el conjunto suizo lo adquirió en propiedad firmando un contrato hasta el 30 de junio de 2021. En su segunda temporada, Adams Nuhu fue titular en 32 partidos de liga y anotó dos goles, contribuyeno al primer campeonato suizo del en 32 años.
Para la temporada 2018-19, Adams Nuhu fue traspasado al TSG 1899 Hoffenheim Bundesliga alemana. Firmó un contrato hasta el 30 de junio de 2023. En agosto de 2019 fue cedido al Fortuna de Düsseldorf por una temporada, regresando al club de Sinsheim al término de la misma.

## Clubes
| Club                        | País     | Período   | Partidos | Goles |
| --------------------------- | -------- | --------- | -------- | ----- |
| Medeama S. C.               | Ghana    | 2013      | 1        | 0     |
| R. C. D. Mallorca "B"       | España   | 2014-2015 | 9        | 0     |
| R. C. D. Mallorca           | España   | 2015-2016 | 26       | 2     |
| B. S. C. Young Boys         | Suiza    | 2016-2018 | 68       | 2     |
| TSG 1899 Hoffenheim         | Alemania | 2018-2024 | 38       | 0     |
| Fortuna Düsseldorf (cedido) | Alemania | 2019-2020 | 15       | 2     |
| F. C. Basilea (cedido)      | Suiza    | 2022-2023 | 46       | 3     |
| Servette F. C.              | Suiza    | 2024-     | 17       | 1     |

## Palmarés

### Títulos nacionales
| Título             | Club                | País  | Año  |
| ------------------ | ------------------- | ----- | ---- |
| Superliga de Suiza | B. S. C. Young Boys | Suiza | 2018 |